# San Juan Juquila Vijanos
San Juan Juquila Vijanos är en kommun i Mexiko.   Den ligger i delstaten Oaxaca, i den sydöstra delen av landet, 400 km sydost om huvudstaden Mexico City. Antalet invånare är 1 908. Arean är 37 kvadratkilometer.
Terrängen i San Juan Juquila Vijanos är bergig åt sydväst, men åt nordost är den kuperad.
Följande samhällen finns i San Juan Juquila Vijanos:
- San Felipe el Porvenir
- Colonia Reforma
- Lachi-Ragui
- Las Mariposas